# Damjanovich Nebojsa
Damjanovich Nebojsa (Szabadka, 1970. január 31.–) üzletember, a magyar online marketing meghatározó szereplője.

## Életútja
1993 óta él Magyarországon.
1995-ben a Szegedi Mozaik alapítója és kiadója, 1998-ban a VNU majd Sanoma értékesítési menedzsere, 1999-től 2001-ig a MediaCom médiatervezője.
2001-óta a Senpai Consulting Kft. ügyvezetője és tanácsadója. Olyan cégeknél tevékenykedett, mint a GE Lighting, Microsoft, Telekom, Vodafone, NOKIA Hungary, Raiffeisen, OTP, HP, Sanofi-Aventis, Merck, GlaxoSmithKline, Bayer, Richter Gedeon, Teva Magyarország, AstraZeneca, DHL, UPC, Air France, Spirit Hotel, Kolping Hotel, Vatera, Syngenta.
Ő alapította meg az első felsőfokú online marketing képzést Magyarországon.
2011-ben a Vatera (Allegroup) marketing igazgatója, 2013-ban a Grey digitális marketing stratégája, 2014-ben a HubSpot kelet-európai képviselője, 2015-ben az Adplanky Inc. alapítója és az Automizy senior tanácsadója.
Segített az MMSZ Marketing Minősítő Rendszer kidolgozásában

## Szakmai tevékenysége

### Előadói tevékenysége
- Több száz workshopot szervezett 2001 óta
- Elsőként indította Inbound Marketing Akadémia távoktatást és digitális minősítő rendszert
- Vendégelőadó a Corvinuson és az Edutus Főiskoláján
- Több online marketing felsőoktatási program akkreditátora
- Rendszeres előadója a szakmai konferenciáknak és más fórumoknak
- Előadó az MMSZ által alapított Országos KKV Marketing Akadémián majd a Digitális Marketing Akadémián
- Online marketing tréner a Samling Kft-nél
- Online marketing tréner a Marketing Akadémiánál

### Zsűritagságok
- Az év honlapja (2011)
- EFFIE (2012)
- Országos Marketinggyémánt díj (2016-17)[5]

### Kiadványok
- E-mail marketing (2003, Bagolyvár Könyvkiadó)
- Keresőmarketing (2003, Bagolyvár Könyvkiadó)[6]
- Blog világ – társszerző
- John Battelle: Keress! – szakmai lektor
- Dr. Eszes István: Digitális gazdaság – szakmai lektor [2]

## Önkéntes munka
A Magyar Rotary PR vezetője